# UGEI

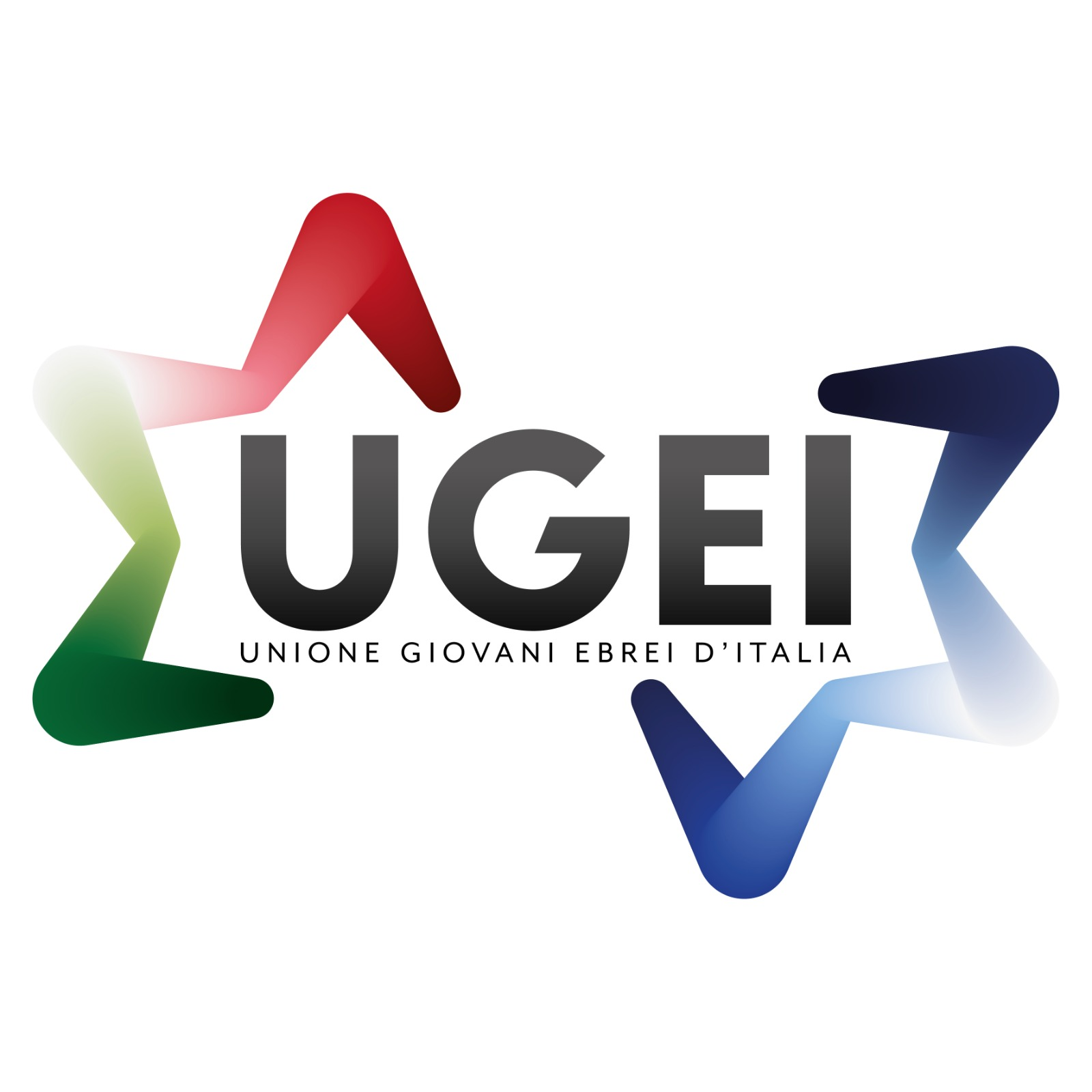
Logo dell'Unione Giovani Ebrei d'Italia

L'Unione Giovani Ebrei d'Italia (UGEI) è un'organizzazione ebraica italiana. Essa rappresenta tutti gli ebrei italiani di età compresa tra i 18 e i 35 anni.  
L'UGEI è la referente presso l'Unione delle Comunità Ebraiche Italiane per conto di tutte le associazioni giovanili ed è presente in qualità di osservatrice con diritto di parola alle sue riunioni di consiglio ed ha diritto a presenziare durante il suo quadriennale congresso. L'UGEI rappresenta l'Italia nelle unioni giovanili ebraiche internazionali EUJS (European Union of Jewish Students) e WUJS (World Union of Jewish Students). Fa inoltre parte del Consiglio Nazionale Giovani.
La sua principale ramificazione è il giornale HaTikwa.

## Consiglio Esecutivo
Ogni anno, durante il congresso ordinario, vengono eletti i componenti del consiglio esecutivo dell'annata successiva, i quali sono tenuti a portare a compimento le mozioni approvate durante i lavori congressuali. 
|   | CARICA          | NOMINATIVO           | PROVENIENZA | DELEGA |
| - | --------------- | -------------------- | ----------- | --- |
| 1 | Presidente      | Luca Spizzichino     | Roma        | Rapporti istituzionali, referente comunità ebraica di Roma, Responsabile Media                                       |
| 2 | Vice Presidente | Ioel Roccas          | Roma        | Referente HaTikwa, Referente Dialogo Interreligioso, Responsabile Rapporti Internazionali                            |
| 3 | Tesoriere       | Anna Tognotti        | Torino      | Responsabile Fundraising, Referente comunità ebraica di Milano, referente comunità ebraica di Torino, Referente CDEC |
| 4 | Segretario      | Ariela Di Gioacchino | Roma        | Responsabile Università, referente CNG                                                                               |
| 5 |                 | Ruben Forti          | Firenze     | Responsabile Culto, Referente comunità ebraica di Firenze, Referente piccole communità                               |
| 6 |                 | Ghila Lascar         | Firenze     | Responsabile Dipartimento Eventi                                                                                     |
| 7 |                 | Shulamit Bondì       | Roma        | Responsabile Comunicazione Interna, Referente Memoria, Movimenti Giovanili                                           |

## Storia
L'associazione nasce il 21 maggio 1995 nel congresso costituente di Milano, ereditando il ruolo della precedente FGEI (Federazione Giovanile Ebraica d'Italia).
| ANNATA O BIENNIO | PRESIDENTE        | PROVENIENZA | MEMBRI DEL CONSIGLIO |
| ---------------- | ----------------- | ----------- | --- |
| 2022-2023        | David Fiorentini  | Siena       | Joshua Bonfante (Vicepresidente), Dafna Terracina (Vicepresidente), Andrea Luzzatto Voghera (Tesoriere), Beatrice Hirsch, Ioel Roccas, Nathan Greppi                                                                                  |
| 2021             | Simone Santoro    | Torino      | David Fiorentini (Vicepresidente), Micol Di Gioacchino (Tesoriere), Joshua Bonfante, Carlotta Jarach, Daphne Zelnick, Giulio Piperno, Bruno Sabatello, Dafna Terracina                                                                |
| 2020             | Simone Santoro    | Torino      | David Fiorentini (Vicepresidente), Daphne Zelnick (Tesoriere), Giulia Ciolli, Keren Perugia, Bruno Sabatello, Giulia Santoro |
| 2019             | Keren Perugia     | Roma        | Ruben Spizzichino (Vicepresidente), Graziano Di Nepi (Tesoriere), David Fiorentini, Ruben Forti, Manuel Amati, Clemy Raccah, Yosi Tesciuba, Joel Terracina                                                                            |
| 2018             | Carlotta Jarach   | Milano      | Ruben Spizzichino (Vicepresidente), Luca Spizzichino (Tesoriere), Simone Israel, Giulio Piperno, Alessandro Lovisolo, Alissa Pavia |
| 2017             | Ariel Nacamulli   | Roma        | Ruben Spizzichino (Vicepresidente), Filippo Tedeschi (Vicepresidente), Giorgio Berruto (Vicepresidente), Elena Gai (Tesoriere), Benedetto Sacerdoti, Matteo Israel                                                                    |
| 2016             | Ariel Nacamulli   | Roma        | Filippo Tedeschi (Vicepresidente), Giorgio Berruto (Vicepresidente), Simone Bedarida (Tesoriere), Giulio Piperno, Sara Bedarida, Max Cavazzini                                                                                        |
| 2015             | Talia Bidussa     | Milano      | Sara Astrologo (Vicepresidente), Federico Disegni (Tesoriere), Simone Foa, Sonia Hason, Valeria Milano, Gabriele Fiorentino |
| 2014             | Simone Disegni    | Torino      | Noemi Di Segni (Vicepresidente), Raffaello Naim (Tesoriere), Filippo Tedeschi, Gabriele Fiorentino, Serena Levi, Daniel Perugia, Talia Bidussa, Micol Anav                                                                            |
| 2013bis          | Alessandra Ortona | Roma        | Benedetto Sacerdoti (Vicepresidente), Michal Terracini (Vicepresidente), Emanuel Gargiulo (Tesoriere), Simone Bedarida, Filippo Tedeschi, Emanuele Boccia, Joel Hazan                                                                 |
| 2013             | Susanna Calimani  | Venezia     | Alessandra Ortona (Vicepresidente), Sara Astrologo (Vicepresidente), Moshe Polacco (Tesoriere), Raffaele Naim, Gadi Piazza, Giorgia Campagnano, Benedetto Sacerdoti, Fiammetta Rimini                                                 |
| 2012             | Daniele Regard    | Roma        | Davide Lascar (Vicepresidente e Tesoriere), Alessandra Ortona (Vicepresidente), Moshe Polacco, Gady Piazza, Benedetta Rubin, Raffaele Naim, Sara Astrologo, Gianluca Pontecorvo (sostituito da Simone Disegni)                        |
| 2011             | Daniele Regard    | Roma        | Davide Lascar (Vicepresidente), Benedetto Sacerdoti (Vicepresidente), Leone Hassan (Tesoriere), Sharon Reichel, Debora Sadun, Yohanan Man, Moshe Polacco, Vittorio Bendaud                                                            |
| 2010             | Giuseppe Piperno  | Roma        | Tana Abeni (Vicepresidente), Amalia Luzzati (Vicepresidente), Federico Raccah (Tesoriere), Giuditta Bassous, Benedetto Sacerdoti, Edoardo Amati, Daniel Funaro, David Pavoncello (sostituito da Michal Terracini)                     |
| 2009             | Daniele Nahum     | Milano      | Michele Disegni (Vicepresidente), Tana Abeni (Vicepresidente), Federico Raccah (Tesoriere), Amalia Luzzati, Giuseppe Piperno, Ylenia Tagliacozzo, Giuditta Bassous, Joseph Gorjian                                                    |
| 2008             | Daniele Nahum     | Milano      | Tobia Zevi (Vicepresidente), Michele Disegni (Vicepresidente), Fabiana Pontecorvo (Tesoriere), Ariel Techiouba, Tana Abeni, Viviana Mosseri, Daniele Regard, Miriam Caviglia                                                          |
| 2007             | Daniele Nahum     | Milano      | Tobia Zevi (Vicepresidente), Gad Lazarov (Vicepresidente), Michael Sorani (Tesoriere), Daniele Regard, Alan Naccache, Michele Disegni, Fabiana Pontecorvo, Aviva Bruckmayer                                                           |
| 2006             | Tobia Zevi        | Roma        | Michael Sorani (Vicepresidente), Gad Lazarov (Tesoriere), Daniel Disegni, Aviva Bruckmayer, Michal Camerini, Daniele Regard, Daniele Nahum, Marco Abbina                                                                              |
| 2005             | Tobia Zevi        | Roma        | Michael Sorani (Vicepresidente), Deborah Cesana (Tesoriere), Michal Camerini, Daniel Disegni, Daniele Nahum, Gad Lazarov, Aviva Bruckmayer, Micol Zarfati                                                                             |
| 2004             | Gadiel Liscia     | Firenze     | Deborah Cesana (Vicepresidente), Massimiliano Astrologo (Tesoriere), Giulia Vaudetti, Daniele Migliau, Gabriele Di Segni, Daniele Segre, Tobia Zevi, Miriam Garcea                                                                    |
| 2003             | Diletta Cesana    | Venezia     | Massimiliano Astrologo (Vicepresidente), Joel Momigliano (Tesoriere), Sara Tedeschi, Daniele Migliau, Andrea Piperno, Paolo Sciunnach, Daniele Segre, Samantha Sciunnach                                                              |
| 2002             | Diletta Cesana    | Venezia     | Giuseppe Tchilibon (Vicepresidente), Jenny Sonnino (Tesoriere), Ronit Chaim, Andrea Piperno, Deborah Shor, Daniele Migliau, Benji Genah                                                                                               |
| 2001             | Silvia Levis      | Venezia     | Dalia Sestieri (Vicesegretario), Massimiliano Astrologo (Tesoriere), Diletta Cesana, Susanna Limentani, Daniele Terracina, Karen Perahya, Chiara Segre, Giuseppe Tchilibon                                                            |
| 2000             | Silvia Levis      | Venezia     | Mara Di Chio (Vicesegretario), Daniele Segre (Tesoriere), Gady Calimani, Giorgia Di Veroli, Dalia Sestieri, David Perlmutter, Giuseppe Tchilibon, Deborah Cesana, Marco Abbina, Raimondo Gordjan                                      |
| 1999             | Yoram Orvieto     | Roma        | Pierpaolo Punturello (Vicesegretario), David Raccah (Tesoriere), Daniele Piperno, Joram Marino, Serena Di Nepi, Deborah Segrè, Deborah Segre, Tanya Buhnik, Silvia Levis, Mara Di Chio                                                |
| 1998             | Afshin Kaboli     | Milano      | Yoram Orvieto (Vicesegretario Politico), Odoardo Sadun (Vicesegretario Organizzativo), Ruben Foà (Tesoriere), Gabriella Formiggini, Deborah Segre, Pierpaolo Punturello, Anna Fubini, Daniele Piperno, Michael Khalifa, Daniele Nauri |
| 1997             | Claudio Morpurgo  | Trento      | Gadi Piperno (Vicesegretario Politico), Afshin Kaboli (Vicesegretario Organizzativo), Ugo Besso (Tesoriere), Daniele Nauri, Ruben Foà, Joram Orvieto, Odoardo Sadun, Daniele Piperno                                                  |
| 1996             | Claudio Morpurgo  | Trento      | Gadi Piperno (Vicesegretario Politico), Afshin Kaboli (Vicesegretario Organizzativo), Ruben Foà (Tesoriere), Fulvio Sacerdoti, Jonathan Roubini                                                                                       |
| 1995             | Claudio Morpurgo  | Trento      | Cesare Moscati (Vicesegretario), Afshin Kaboli (Tesoriere), Gadi Piperno, Alberto Servi, Giulia Habib, Stefania Di Porto, Ghila Ottolenghi, Jonathan Roubini                                                                          |

## HaTikwa
Organo di stampa dell'UGEI è HaTikwa - Un giornale aperto al libero confronto delle idee, nata nel 1949 come bimestrale cartaceo organo del FGEI. Dal 2010 è una testata online e un supplemento cartaceo di Italia Ebraica, inserto del mensile Pagine Ebraiche.
A partire dal giugno 2020 HaTikwa è entrato nella storia per aver lanciato il primo podcast ebraico italiano, Gli ebrei che hanno fatto la storia.

## REWiBE

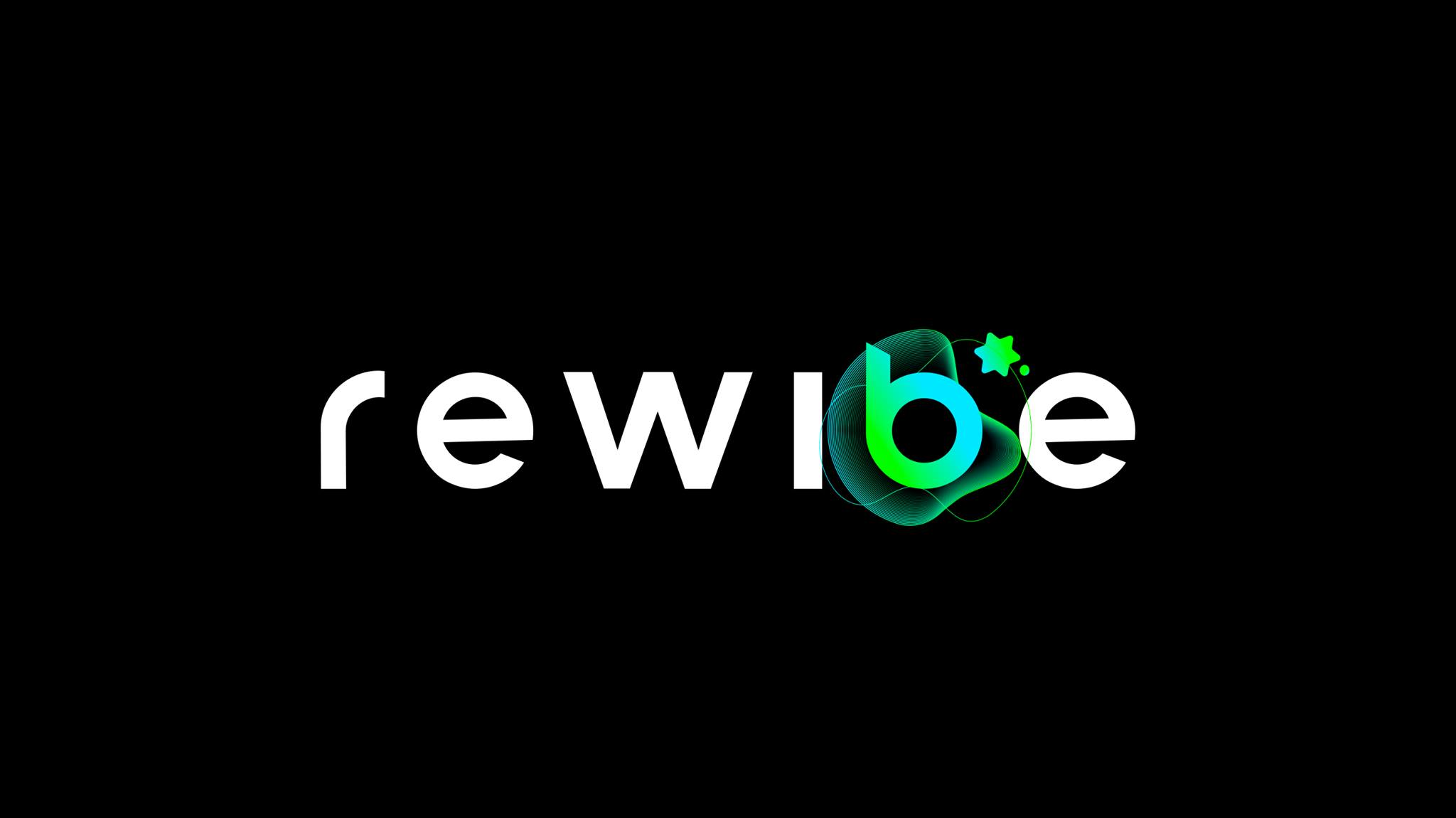
Logo Rewibe da Dicembre 2020

Durante il lockdown causato dalla pandemia globale di COVID-19, il desiderio di riunire e rianimare la vita ebraica del Paese ha smosso il consiglio esecutivo a creare un dipartimento dedicato specificatamente all'organizzazione di feste ed eventi. Con un nuovo brand, un logo moderno e un approccio fresco e innovativo, attraverso REWiBE l'UGEI si rinnova e cerca di raggiungere le nuove generazioni, garantendo il futuro dell'ebraismo italiano. 

## Riconoscimenti

### Ambrogino D'Oro
- 2009

### WUJS Awards
Developing Union of the Year Award
- 2018

Interfaith Award
- 2020

Maurice L. Perlzweig Social Action Award
- 2022

Event of the Year Award
- 2023

Hersch Lauterpacht Leader of the Year Award
- 2023 (David Fiorentini)

Political Activist of the Year Award
- 2024 (Luca Spizzichino)

### EUJS Awards
Union of the Year Award
- 2022

Community Initiative of the Year Award
- 2023

Interfaith Initiative of the Year Award
- 2024

### EJCC Awards
Share the Light Prize
- 2024